# 獣になれない私たち
『獣になれない私たち』（けものになれないわたしたち）は、日本の連続ドラマ。野木亜紀子脚本によるオリジナル作品である。略称は、『けもなれ』。
2018年10月10日から12月12日まで日本テレビ系の「水曜ドラマ」で放送されていたテレビドラマである。主演は新垣結衣、松田龍平。第37回向田邦子賞受賞作。

## あらすじ
IT企業の営業アシスタントとして働く深海晶は周囲から笑顔の明るさを評価される女性だが、社内で営業担当のミスのカバーに奔走させられ、ワンマン社長の九十九剣児からは理不尽な責めを負うなど悩む日々を送る。またプライベートでは複雑な家庭の事情で母親と縁を切って生きており、大手デベロッパーに勤めている恋人の花井京谷とは交際4年に至るが、その仲に問題を抱え結婚には進めない。彼女が行きつけのクラフトビールバー「5tap」（ファイブタップ）では、同じく常連の会計士・根元恒星が恋人と思っていたデザイナー呉羽から別の男性との結婚を告げられる。晶と「5tap」で偶然出会って顔見知りとなる恒星は、彼女の笑顔を「嘘くさい」と評する毒舌家だった。ある日、晶は仕事上で取引先からまでもパワハラ・セクハラに晒されて精神的限界に達してしまい、「5tap」でも笑顔を見せられない。その様子に気付いた恒星は晶と初めてまともな対話をする。恒星の「バカになれたら楽なのにね」という言葉に前向きな気持ちを得た晶は、翌週迫力あるファッションに身を包み出社し、九十九に対し自身の業務内容の改善を要求して周囲をおののかせる。一方、晶の周囲の人物たちもそれぞれに問題を抱えており、京谷は別れた後も自宅に居候させ、無職の引きこもりと化した元彼女の長門朱里を追い出せず晶との関係を膠着させ、京谷の母・花井千春は寝たきり状態の夫の在宅介護に拘るあまり同居する息子夫婦との関係を悪化させ、恒星は兄を借金問題から助けるため秘密裏に不正な税務処理に手を染めていた。
晶の抵抗は虚しくも九十九にはまともに受け取られず、役職を与えられたものの以前と変わらぬ業務に疲弊する日々が続くが、恒星とは「5tap」で語り合う仲になり、彼を通じて呉羽とも親しくなる。同じころ、京谷は意を決して朱里を追い出そうと試みるが失敗してしまう。晶は自分が京谷にないがしろにされ愛されていないと吐露し、二人の様子を見かねた呉羽は、晶が京谷を見放す踏ん切りをつけさせようと京谷を誘惑して一夜の関係を持ち、そのことを晶に告げる。京谷に確認した様子からそれが事実と知った晶はショックを受け、京谷との離別に心が傾き始め以前にも自分を誘った恒星と関係を持とうとするが、彼が酔いつぶれたため一線は越えずに終わる。だが翌日「5tap」で京谷と会った恒星は、晶と関係を持ったと京谷にでたらめを言って、彼の怒りを買う。

## 登場人物

### 主要人物
深海晶（しんかい あきら）〈30〉
演 - 新垣結衣
ECサイトの制作・運営を手がける「ツクモ・クリエイト・ジャパン」に勤務して4年目の営業アシスタントで京谷の彼女。木更津出身。文京区在住。
以前は「樫村地所」の派遣社員として2年間勤め、樫村での上司からの紹介でツクモの正社員に採用された。しかし営業アシスタントにもかかわらず辞職後不在となっている営業部長と社長秘書の仕事の肩代わりをさせられ、上野ら営業担当のミスの尻ぬぐいに奔走させられていたため、九十九に対し自身の業務内容の改善を要求。結果、「特別チーフクリエイター」の役職を発令されるが、結局発令前と変わらない業務対応を求められる。
後日、さらに営業活動へ注力させる目的で九十九から「特別チーフクリエイター部長」の発令をうける。晶の負担を減らすため社長秘書に任命された朱里が九十九の指示の多さに混乱し、取引先への売上報告を誤って他社に送信し情報漏洩させた責任から数日で退社したのを九十九が詰ったことに憤りを感じ、初めて彼の人を追い込む厳しすぎる業務要求に意見する。だが逆に文句があるなら会社を辞めればいい、晶ひとりが辞めても会社はどうとでもなると反論され、自分は必要ないとショックを受ける。精神的に参り恒星に話を聞いてもらった際、同じく不正な事務申告を断れず参っていた恒星と慰めあうように一夜の関係を結ぶが、翌日、一時的にメンタルが弱っていたために軽率な行動をとってしまったと両名とも後悔する。
九十九からの晶が辞めてもどうとでもなるとの暴言で、社長が社員は代えが利くと言ったように、社員も上司の代えが利くと言い、社長からの一方的な発言に自分を殺して本当に死んでしまう前に辞めますと九十九に告げ、ツクモを退職する。
高校のころに父親が交通事故死するまで、彼から母親と共に暴力を受けていた。父親の死後には母親がマルチ商法に手を出して家計や人間関係を崩壊させ、注意しても聞かなかったことが原因で、6年前に実家を出てから一切連絡を取らず縁を切る過酷な人生を歩んできた。京谷との交際を通じ初めて愛されることを実感して自分の人生に意味を見出し、京谷を失うことは自分の人生を失うことと考え、本当のことを何にも言えず笑って誤魔化し、彼にしがみついてきたが、それは自分の人生を投げ捨てていることだとと気付き、京谷にそのことを告げ別れを遂げる。
「5tap」の2周年記念パーティー当日、事務所を畳み姿をくらませていた恒星から誘いを受けて那須のクラフトビール工場を訪れる。1周年記念パーティーで飲み損ねたナインテールキャッツを彼と二人で飲み、近くにある教会の鐘を聞きに行く。
根元恒星（ねもと こうせい）〈33〉
演 - 松田龍平（小学生時代：伊藤駿太）
「根元公認会計士・税理士事務所」の会計士・税理士。事務所の設立前は監査法人に勤務していた。福島県双葉郡出身。文京区在住。
優秀な会計士で、監査に訪れた会社が財務上、不正処理を行いそうな場合は忠告をする誠実な面を持つ。一方、プライベートでは晶の笑顔を「嘘くさい」、「キモい」と評する毒舌家。「5tap」で恋人と認識していた呉羽から結婚したと告げられると、でまかせを言って強がる一面をもつ。
子供のころから優秀で両親の自慢であった兄・陽太に対し劣等感を抱いていた。そんな兄が会社を倒産させ抱えてしまった借金問題を解決するため、「オネスティコンサルティング」という会社の粉飾決算の税務申告に加担してしまう。さらに、その後もその関連会社「プロセ」の社員・高梨から報酬を差し出され、引き続き粉飾決算での税務申告を求められる。だが、彼の不正な税務申告の件は一部で世間の噂になっていることもあり、彼に粉飾決算の告発を口にし、不正申告を拒否しようと土下座までするも、そんなことをすれば粉飾に加担した税理士として全てを失うと脅され、不正申告を強要されてしまう。だが、「人に支配される人生はゴメンだ」「人生を取り戻す」と、最後には税務署にオネスティの税務申告の不正処理を告発し、プロセのオネスティからの架空請求を使った所得隠しも併せて告発して、個人事務所を畳み街を離れる。
女性のファッションに興味がなく、相手かまわず口説くなど女性に対し軽薄な面がある。呉羽が子宮筋腫の手術で子供が産めない体になったことを恒星は深刻に受け止めてくれないだろうと決めつけられ、彼女から相談されなかったことを破局後に知った時には、心を見透かされ相談されなかったことに寂しさを感じ、呉羽に関しては本当に好きだったのだと痛感している。
花井京谷（はない きょうや）
演 - 田中圭
大手デベロッパー「樫村地所」の商業施設開発部の社員で晶の彼氏。兄と妹がいる。新宿区在住。
6年前、広報部から当時派遣社員として晶が勤めていた商業施設開発部に異動。一緒に仕事をするうちに親しい間柄となり、4年前の晶が退社した日に、自身は朱里とマンションで同棲中で、晶も別の交際相手がいる状態でありながら交際関係に発展した。
仕事柄、物件情報を入手しやすい環境から20代にして分譲マンションを購入。晶と交際を開始した4年前にその部屋で一緒に暮らそうと約束していたが、4年経っても朱里との同棲を解消できていない。最終的にはマンションを朱里に譲り、自分がマンションを出て晶と暮らす新しいマンションを探すことで問題を収束に導く決断を下す。京谷が朱里にマンションを譲る心境に至ったのは、自身が同居を誘っておきながら晶との交際を理由に追い出せない倫理的な理由だけでなく、過去に朱里が精神的に不安定になり、病院で処方された薬を大量に飲み救急車で搬送された騒動があり、救急車を待つ間、彼女を本当は愛することができず死なせるところまで追い込んだことに気付き、その時から自責の念を抱いていたことが強く影響している。
マンションを出て晶と別れた後、契約書を提出するためツクモを訪れた際、朱里がツクモで働いていることを知り混乱する。
晶との破局後も彼女のことが気になり、復縁を迫り断られるが、彼女の幸せを案じており、自身は新たな恋を探す踏ん切りをつけている。
長門朱里（ながと しゅり）〈31〉
演 - 黒木華
京谷の元彼女。無職。人付き合いが苦手。昭和62年7月14日生まれ。
ホテルの専門学校のブライダル科を卒業しブライダル関係で働いていたが、社内での同僚との対人関係のストレスが原因で仕事を辞めてしまう。毎日「会社を辞めたい」と言い続けるものの、貯金がなく会社を辞めると家賃が払えなくなると悩んでいたため、それを見かねた当時彼氏だった京谷から同居を誘われて、退職して彼のマンションに引っ越した。しかし、いつまで経っても転職先を探さず、京谷が晶との交際を機に恋人関係を解消した後も彼のマンションに4年居座り続けている。ネットゲームで遊んだりリビングを散らかしたりするなど好き放題にしており、業を煮やした京谷から引っ越しするよう促されても、同居を誘ったのは京谷のほうで、出ていけというのは勝手すぎると居直り、それ以降、京谷の顔を見るたびに物を投げつけ暴れるようになる。その後も、京谷に届いた宅配便の品をネットオークションで勝手に売り捌いたり、ウサギの「たっちん」をペットとして飼い始めるなど、彼を困らせ続ける。
京谷が覚悟を決めマンションを朱里に譲り出ていくと、晶のアパートに身を寄せていないかと探りをかけるが、彼が戻ってくる気配がなさそうなことを感じる。その過程で知った晶の勤務先であるツクモの求人募集に応募し、晶と京谷の破局から約2週間後、面接に呼ばれ、九十九から晶の知り合いということで即採用される。初めはSEチームの一員であったが、後日、九十九から社長秘書に任命される。彼からの厳しい業務要求にも必死になって応えようと奮闘するものの、立て続けの指示に焦ってしまい、取引先の売上報告を誤って他社に送信する情報漏洩の失態を犯してしまう。その責任からいたたまれなくなり入社から2週間も経たないうちに失踪する。ツクモに来なくなり、マンションにも戻らずネットカフェで寝泊まりする生活になる。最終的にはたっちんを預かってくれた三郎との縁から、彼が勤めるラーメン屋「雷々軒」の従業員となり、店の四畳一間の社宅で生活している。
橘呉羽（たちばな くれは）〈36〉
演 - 菊地凛子
アパレル会社「メタモルポセス」を設立した女性ブランドデザイナーで、自社広告のモデルも兼任している。旧姓は「澤」。港区青山在住。昭和57年1月6日生まれ。
元は人気ブランドのコレクションに出演する自由奔放な肉食系の人気モデルで、交際0日で橘カイジと結婚するまで、恒星と恋人のように接していた。結婚後も恒星に大人の割り切った関係を持ち掛けたり、自身の会社設立の手続きや顧問税理士を依頼したりするなど、良好な関係を保っていたが、一方で恒星と交際中に子宮筋腫の治療で腹腔鏡手術で子宮を全摘出し、子供が産めない体になってしまったことを、自分には深刻でも恒星の性格から子供が産めないことを深刻に捉えないであろうと予見し、彼にはそのことを言い出せず隠していた。
京谷が朱里との同棲を4年も解消できていない事情を晶から教えられていたので、「5tap」でお節介で京谷に早く同棲を解消するように忠告したり、晶が京谷を見捨てる踏ん切りをつけさせようと京谷を誘惑して一夜を共にするなど、話を余計に拗らせるが、晶には謝罪してハグによる癒しを与えるなどして関係を悪化させず、良好な関係を保っている。
恒星との交際中にも他の男性とも関係を持つなど男性関係に奔放で、半年前のその関係や、恒星との「5tap」での飲み会の様子を不倫に仕立てられ、カイジとの結婚も金目当ての偽装結婚と立て続けにマスコミに記事にされ、その醜聞からカイジの会社に迷惑をかけ、彼が株主とスポンサーに説明に出向くことになり、記者から逃れるためにホテルに隔離させられ、ネットユーザーからの悪評にカイジの会社の女性広報から男性との交友を自重するよう苦言を呈せられるが、自重するために結婚したのではなく、苦しい時でもいつでも一緒にいたいから結婚したのにと意に介さなかった。しかしカイジの立場を鑑み謝罪会見を開くことにして、心とは裏腹に謝罪をするも、記者から子供に関する質問が出たことで切れてしまい、子作りするためでなく一緒にいたいから結婚した、騒いでいるのはマスコミだけだと言い放ち、奔放な男性関係ではなく、記者会見を開いたことを反省し、「橘呉羽」の前に自分は「呉羽」であり、自分自身の何物にも成れないと言って会見を打ち切って、その後、マスコミから逃れるためカイジと共にシドニーに海外逃亡する。
ニューヨークで2年ほど生活していた経験がある。

### ツクモ・クリエイト・ジャパン
上野発（うえの はつ）
演 - 犬飼貴丈
入社して半年も経たない新人営業。取引先を囲んだ会食中に居眠りするなど常識外れな一面を持ち、仕事のミスが発覚すると責任から逃れるため体調不良を理由に早退し、挙句の果ては無断欠勤を続けてしまう。
取引先に提出する契約書を持ち帰ったまま無断欠勤を続けたので、有給休暇中にもかかわらず晶が彼のアパートに様子をうかがいに向かうと、いいなと思う人がいれば仕事が辛くても会社に行く活力になるからと、晶に「好きになってもいいですか」と告白し、翌日には出社して取引先に契約書を提出するまで立ち直り、その後、松任谷とコンビを組んで契約を取るようになるなど、少しずつではあるが営業として成長していく。
晶が九十九に退職届を提出した時には、「次の職場でも頑張って下さい」と彼女に労いの言葉をかけ、晶を心の支えにしていた状況から卒業し、成長したことを松任谷や周りの社員から褒められている。
松任谷夢子（まつとうや ゆめこ）
演 - 伊藤沙莉
営業。昔からどんなに真面目に仕事をしても何か抜けており、期待されて周りをガッカリされるのが嫌なので、期待されないよう真面目に仕事をしなくなってしまったことから、ミス対応や面倒な仕事は無理やり理由をつけて晶に仕事を押し付けている。
晶が九十九に嫌なら辞めろと言われ会社を休んだ際には、晶を心配し会社を辞めたほうが晶のためだと彼女に発言したが、本心ではやはり会社に戻ってきてほしいと訴えている。
1対1では饒舌だが緊張すると片言になるため、取引先でのプレゼンが苦手。
佐久間久作（さくま きゅうさく）
演 - 近藤公園
SEチームリーダー。晶の緊急の依頼に快く対応してくれているが、裏では密かに転職先を探しツクモを辞めることを考えており、そのことを知った九十九から引き留めに現在の給料の1.3倍を提示されても「お金の話ではない」と提案に乗ろうとせず、九十九の、社員を信頼せずパワハラで締め付けるやり方に「経営に向いていない」と苦言を呈し、晶が退職届を提出した時には、何が不満なのかと問いただす九十九に対し、晶も自分も沢山不満を言ってきたのに少しぐらい聞いてくれてもいいじゃないかと諭して、周りにいた他の社員たちが一斉に九十九に不満を打ち明ける口火を切る役目を果たす。
九十九剣児（つくも けんじ）
演 - 山内圭哉
社長。頭の回転が異常に早く、営業の不手際を早口の関西弁でまくし立てて恫喝し、その尻拭いをしている晶に対し、四六時中、頻繁にSNSを使って仕事の進捗報告を催促するなどパワハラ行為を繰り返すため、それに耐えかねた晶から職場での業務改善を要求されるが、昇進・昇給の上、晶に「特別チーフクリエイター」の役職を発令して茶を濁し、発令前と変わらない業務対応を求め続ける。また、残業中の佐久間と松任谷の会話から、佐久間が転職を意識していることや、松任谷に勤労意欲がないことを知り、会社が立ちいかなくなるのではないかと危機感を覚え、社内に防犯名目で録音機能付き監視カメラを設置して他の社員への締め付けも強くするなど、度を越した社員管理でパワハラを暴走させる。
入社して間もない朱里を社長秘書に任命し、晶を引き合いにだして彼女並みの仕事のクオリティーを求めるなど容赦ない業務要求で追い詰めたため、焦った朱里が情報流失のミスを犯しその責任から会社を辞めってしまったことを「やる気がない」と詰っていたことから、それを聞いていた晶から人を追い込んでしまう厳しすぎる業務要求にも朱里が失敗した一端があると意見されても、文句があるなら会社を辞めればいい、晶ひとり辞めても会社はどうとでもなると言い放つ。
退職届を提出した晶に、何が不満なのかと問いただしたことに対し、晶も自分も沢山不満を言ってきたのに少しぐらい聞いてくれてもいいじゃないかと佐久間に諭され、周りにいた他の社員たちから堰を切ったように不満を打ち明けられてしまう。
晶への暴言を謝罪させようと佐久間や松任谷らに「5tap」の2周年記念パーティーの場に連れてこられるが、晶に会えずじまいだったものの、その場にいた朱里とはパーティーの中ごろには打ち解けていた。
自社の社員たちには高圧的な言動で接するが、大学の先輩の橋爪には頭が上がらず、彼から髭を剃るよう命令されると断れず床屋で髭を剃っている。
原節子の大ファンで社長室に彼女の写真を飾ったり、パソコンのモニターの背景を彼女の画像にしたりしている。
嫌煙家。

### 樫村地所
橋爪（はしづめ）
演 - 山口馬木也（第2話・第4話・第6話 - 第7話・最終話）
商業施設開発部部長。京谷の上司。「仕事はチームでするもの」というのがモットー。
4年前に派遣社員として勤めていた晶に、大学の後輩である九十九が社長を務める「ツクモ・クリエイト・ジャパン」の正社員の職を紹介した。
晶の離職後も会社で恒例のBBQパーティーで交流したり、京谷を経由して仕事を依頼するなど、晶とは接点を保っている。
バツ2であったが、最終話ではバツ3となっており、京谷たち若手の合コンに一緒に参加して彼女を探している。
筧文彦（かけい ふみひこ）
演 - 吉村界人（第2話 - 第4話、第6話 - 第7話）
京谷の部下。
会社で恒例のBBQパーティーで、晶と京谷の二人が同棲していると思い込んだ発言をしたために、京谷が朱里との同棲を解消できていない現実を再認識させることとなり、二人の間に気まずい雰囲気を作る切っ掛けを与えてしまう。
パーティーで晶と京谷の発言内容が合致していなかったことから、晶は京谷の同棲相手でないと感づいており、その後も京谷が晶の家から出勤し、いつもと逆方面からの電車で通勤しているのを目撃したり、京谷が呉羽と浮気した翌日、前日と同じ服装で出社していることを指摘するなど、京谷が他人に知られたくないことばかり気付いて彼を狼狽させる。
プロジェクトでツクモと協業することになり開かれた親睦会で、協業相手である松任谷や上野の恋愛観を否定したり、ツクモでの上野からのプレゼンや松任谷の意見を時間の無駄と言い切るなど仕事の能力を評価しない発言を繰り返す。
誤解から破局しそうだった彼女がいて、京谷と晶の関係を参考にして復縁に成功し、その彼女と結婚している。

### 恒星の親族
根元陽太（ねもと ようた）〈35〉
演 - 安井順平（第3話・第8話）（小学生時代：坂田響）
恒星の兄。福島県双葉郡出身。住民票上はさいたま市在住。昭和58年8月10日生まれ。
2年前、東日本大震災から派生した事故による風評被害を切っ掛けに父から受け継いだ海産物の加工工場を倒産させてしまい、会社の運営資金で借りた金の解決を弟の恒星に助けられたことでプライドが傷つけられ、妻と娘を残し自ら行方を眩ませている。
失踪中は都内の日雇いの現場を転々として暮らし、妻と娘のために家賃を仕送りし続けていたが、ケンカに巻き込まれ右腕をケガをして働けなくなり、食事をする金に困窮して夜間泥酔して居眠りしていたサラリーマンの財布から現金を抜き取った現場を巡回中の警察官に目撃され、窃盗罪で逮捕されてしまう。その後、不起訴となり、恒星の計らいで埼玉の妻子の元へ送り届けられ、離婚を切り出していた妻との和解を果たす。
根元真美（ねもと まみ）
演 - 加茂美穂子（第8話）
陽太の妻。陽太が逮捕された際、恒星が電話で連絡を取ったが、陽太が失踪したことで愛想をつかし、家賃の送金はいいので離婚届を送って欲しいとつれない態度をとっていたものの、恒星の計らいで陽太と再会した際には号泣し、娘と共に彼に抱擁して和解を果たす。
陽太の娘
演 - 飯尾夢奏（第8話）
陽太の娘。恒星の計らいで陽太と再会した際には彼に駆け寄って喜んでいる。
根元亮一（ねもと りょういち）
演 - 大河内浩（第3話・第8話）
恒星の父方の叔父。所沢市在住。
恒星の母・奈保子から行方を眩ませた兄・陽太を探してほしいと手紙で頼まれており、そのことを恒星に伝えるため彼の事務所を訪れる。恒星からは、兄がいなくなったのは彼の意思で、家族としてその意思を尊重したいことと、叔父は亡くなった父の弟というだけで母とは関係ないので、母からの依頼は無視してよいと言われる。
後日、陽太が窃盗罪で逮捕された際、身元引受人として警察に呼ばれるが家に受験を控えた子供がいるため恒星に連絡をとり、陽太の身元を恒星に預ける。

### 京谷の親族
花井千春（はない ちはる）〈57〉
演 - 田中美佐子（第8話は出演なし）（独身時代：森七菜）
京谷の母。京谷の兄夫婦と同居しており、寝たきり状態の夫を自宅で介護している。小浜市出身。藤沢市在住。
介護で夫に付きっ切りで話し相手がいないため、SNSでチャットを始めるとスタンプを多用し、延々終わらなくなってしまう。
孫の凛人のひと言から、同居する長男夫婦が克巳を在宅から施設での介護に切り替えたい考えがあることを知り、克巳を看取る覚悟をもって在宅介護をしていたことから意見を対立させたが、晶が千春と同居する長男の拓馬を説得して、長男夫婦が在宅介護に協力するようになってくれたことから、克巳を自宅で看取ることができた。
息子の彼女である晶を気遣い健康飲料（柚酢）を宅配便で送ったが、その品がネットオークションに出品されたことから、京谷の周辺に不審な女性（朱里）がいることに気付いていたものの、京谷と朱里は既に別れたと思っており、彼女が京谷のマンションに居座っていることを知らず、克巳が息をひきとった後に日曜に連絡をせずに京谷のマンションを訪れた際に朱里と出くわし、朱里が避難した晶のアパートで再び彼女と出くわしたことから、京谷、朱里、晶の4年間の奇妙な三角関係を知ることとなる。「5tap」で朱里と晶から詳しい経緯を聞くうちに二人の女性にはっきりした態度を取れなかった京谷の育て方を間違えたと落ち込むが、京谷の育て方を間違ったと肯定すると、死にかけた自分を助けてくれたことも間違いだったことになると朱里から京谷を責めないように言われ、朱里が死なずに今こうして3人でビールを飲めていると感動し晶が泣いたことに千春ももらい泣きし、3人は打ち解ける。
朱里の今後の人生を思い、朱里に別れた彼氏のマンションに住まわせて次の恋に移れなくするよりは、マンションを売却して彼女が自活するための現金を渡すほうがよいと京谷に進めたり、晶に柚酢をまた送ってあげるなどして、京谷と別れた元彼女のふたりを思い、交流を保っている。
高校卒業後、地元・小浜のへしこ販売店に売り子として就職し、このまま地元で一生を終えると漠然と考えていたが、働き始めて3年経ったある日、長期出張で小浜を訪れていた克巳から見初められ、彼からの熱意あるアプローチと地元以外の世界への興味から、小浜を離れ彼の地元の藤沢へついて行く決心を固めている。
花井克巳（はない かつみ）
演 - 白石タダシ（第1話 - 第7話）（独身時代：前原滉）
京谷の父で千春の夫。
寝たきり状態で誤嚥性肺炎を発症するなど深刻な様態ながら千春に自宅で介護されていたが、晶と京谷が別れた数日後に息をひきとる。
独身のころ、プラント設計士として1か月の長期出張で訪れた小浜市でへしこ販売店で働いていた千春を見初め、へしこの購入を口実に店に毎週通い、出張最終日に彼女に自身の勤務先の名刺を渡しアプローチをかけ、出張終了から半年後、再び千春に会うため小浜を訪れたことで熱意が伝わり千春の心を射止めている。
花井拓馬（はない たくま）
演 - 金井勇太（第4話・第7話・最終話）
京谷の兄。克巳・千春の親世帯と同居している。
父・克巳の自宅での介護には限界があると、克巳には介護施設に入所してもらおうと考えており、在宅介護に拘る千春と意見が対立したが、晶の千春が克巳を家で看取る覚悟を応援してあげてほしいとの説得に考えを変え、在宅介護を認めている。
花井文美（はない ふみ）
演 - 青山倫子（第4話・第7話・最終話）
拓馬の妻。
義父の克巳の在宅介護に抵抗がある様子もあったが、千春と交代で克巳を介護できるようパート勤めの時間を変更し、克巳が息をひきとるまでの最後の1週間の間だけであったが、千春の在宅介護に協力できた。
花井凛人（はない りんと）
演 - 晴瑠（第3話・第4話・第7話・最終話）
拓馬・文美夫婦の息子で、克巳と千春の孫息子。
日中、両親が共働きのため千春に面倒をみられており、千春のことを「ちーちゃん」と呼びなついている。祖父の克巳は「じぃじ」と呼んでいる。
「じぃじシセツに行かないの?」と千春に尋ね、彼女を驚かせる。

### その他の周辺人物
橘カイジ（たちばな カイジ）
演 - 飯尾和樹（第8話・最終話）
オンラインゲーム「プテロン オンライン」を運営するIT企業「Touch アラウンド go」の代表を務めるゲームクリエーターで呉羽の夫。
プロデュースしたゲームが海外からも注目を集め「たっちん」と愛称を付けられる人気クリエーターであるが、顔写真、出身地、年齢を公表していないため覆面クリエーターと報道される正体不明の人物。
友人の紹介で呉羽と出会い、ゲームの女性キャラクターの衣装のアドバイスを受けるなどして意気投合しており、子宮摘出で子供が産めなくなったことを気にしていた呉羽に対し「何も変わっていない」と慰めたことから彼女に感激され、呉羽からのプロポーズで交際0日で彼女と結婚に至った。
プロデュースしたオンラインゲームが自分の手を離れ、商売としては儲かるが課金させるためだけのゲームに変質したことに嫌気がさしており、過去に自身が現実逃避のために引き籠ってゲームをしていた経緯から、現在でも過去の自分のように引き籠ってゲームをしている世界中の人たちに夢を与えるような新しいゲームを制作するのに、「プテロン オンライン」を終了して会社を作り直そうと決心し、恒星に新会社設立の手続きを呉羽を経由して依頼する。
多忙でなかなか対面できなかった恒星に会うため「5tap」を訪れた際、兄の現在の境遇や逮捕で苛立っていた恒星から八つ当たりされ「夢を語り、昔苦労したと語るのはどん底の人間からは成功者の戯言」と言われても「毒舌でいいね、信用できる」と受け止めるポジティブな性格。
カイジの立場を鑑み、不倫や偽装結婚疑惑に対して呉羽が謝罪会見を開くと決めた際には会見を開くことを反対していたが、会見の場で呉羽が自分自身を偽らずマスコミに思うままに発言した際には喜んで呉羽を応援し、騒がしいマスコミから逃れるため呉羽と共にシドニーに海外逃亡する。
呉羽のことを「くれちん」と呼んでいる。
岡持三郎（おかもち さぶろう）
演 - 一ノ瀬ワタル
恒星が事務所に出前を注文する近所のラーメン屋「雷々軒」の店員。屈強な体格の持ち主。佐賀出身。
恒星の事務所で見かけた呉羽や「5tap」で見かけた晶に一目ぼれしてその場で告白する惚れやすい体質で、女性の匂いを嗅ぐ癖がある。
食事をおごってくれる恒星になついており、彼の命令に従順に従う。
朱里がツクモでの失敗から晶のアパートを出て失踪したところに遭遇し、彼女からウサギの「たっちん」を預かることとなり、そのウサギのことを恒星に自慢したことから、朱里がネットカフェに寝泊まりしていると判明する手掛かりとなった。
後に「雷々軒」で朱里が働くようになり、彼女と仲良くなっている。
タクラマカン斎藤（タクラマカン さいとう）
演 - 松尾貴史
晶と恒星が共通で行きつけのクラフトビールバー「5tap」のオーナー兼店長。
以前は繁華街で飲食店を営んでいたが、人が暴力をふるう様子を見ると卒倒する体質で、暴力沙汰を避けるため繁華街の店を畳み、恒星の事務所から徒歩3分の住宅街に「5tap」を開業した。
呉羽の男性関係のスクープで彼女や恒星に取材をしようとマスコミの記者たちが「5tap」の店先に押しかけて騒ぎになったことから、住宅街に立地する店舗で近隣住民から苦情がくることを危惧して、周年記念の準備も兼ねてしばらく店を休業することになる。
過去に銀幕のスターを夢見て劇団に所属していたことがある。

### ゲスト
第1話
ミヤコ特産社長
演 - 真田五郎
ツクモの取引先の社長。中華料理店で九十九たちから接待を受ける。
ミヤコ特産専務
演 - 加藤満（第5話）
ツクモの取引先の専務。上野のミスで見積からシステム構築費が抜けた提案書の差し替えを晶からお願いされ、差し替えに協力する。
原口正人
演 - 山口森広
松任谷が担当する取引先「天草製薬」の制作部長。
松任谷の代理で謝罪に行った晶が土下座した際に頭をなでたり、彼女が訂正資料の完成を電話報告した際に食事に誘ったりするセクハラ行為を行う。

第2話
勝俣
演 - 八嶋智人
中小企業のオーナー社長。
自社の破産回避のため、恒星に粉飾決算の税務申告書類に担当税理士として捺印するよう何度も土下座して頼み込み、最後は家族の写真を使い同情を誘おうとする。初めは不正に手を貸したくない恒星から破産手続きをするよう冷たくあしらわれるが、最後は会社再生手続きに強い信頼できる弁護士を紹介される。
小松ありさ
演 - 財田ありさ（第3話 - 第6話）
メタモルポセスの女性スタッフ。第6話で恒星から橘カイジと呉羽の偽装結婚疑惑について質問を受ける。
カメラマン
演 - 菅原永二（第5話）
メタモルポセスで扱うアパレル商材をモデルに着用させ撮影するカメラマン。
高梨
演 - 松本博之（第3話、第9話- 最終話）
人材紹介会社「プロセ」の男性社員。恒星に報酬300万円で関連会社の「オネスティ コンサルティング」の粉飾決算の不正処理を強要していた。
恒星が粉飾決算の告発を口にして不正な税務申告を拒否すると訴えても、自分たちにとっては関連会社のひとつが潰れるだけだが、逆に不正を行っていた恒星は税理士として全てを失うことになると脅していたが、最後には恒星から税務署に不正申告の件を告発された上、プロセがオネスティからの架空請求に代金を支払うことで所得を隠していたことも告発され、一発殴られる。

第3話
堀田
演 - 三浦誠己（第4話 - 第6話・第8話 - 最終話）
恒星が以前勤務していた監査法人の先輩。
恒星に監査の応援を要請する。在籍時の恒星の仕事ぶりを評価しており、年俸をはずむので事務所を畳んで監査法人に復帰するようオファーをかける。
橘カイジと呉羽の偽装結婚疑惑に関し恒星のために調査を行い、呉羽が所属していたモデル事務所から契約違反で訴訟を起こされたが、呉羽が橘カイジと結婚した証拠である戸籍謄本を送り付けた途端、理由は不明だが訴えを取り下げられた騒動があったと報告する。
恒星が粉飾決算の不正な税務申告をしていたことを事務所に呼び出され彼から告白された際には、話を聞かなかったことにして、そんな不正は世の中に沢山あり、自分の人生をかけて告発する必要はないと恒星の告発を引き留めようとした。
野沢
演 - 池岡亮介（第4話・第5話・第8話 - 第9話）
恒星が以前勤務していた監査法人の新人会計士。
恒星にお持ち帰りされた女性
演 - 穂志もえか
以前、泥酔した恒星にお持ち帰りされた女性。
友人と一緒に「5tap」に来店した際、店長の斎藤に、「5tap」の開店1周年記念パーティーで恒星に口説かれて彼の事務所に行ったが、恒星はベッドインの最中に酔いつぶれて爆睡してしまい、翌朝、自分から誘っておきながら「誰だか分からないけど、帰ってくれない？」と言われ激怒したエピソードを語る。その直後、恒星が来店したので、彼に睨みをきかせ会計を済ませ店を後にする。
お持ち帰りされた女性の友人
演 - 水口早香
上記の女性とともに「5tap」に来店していた女性。

第4話
大熊
演 - 難波圭一（第8話 - 第9話）
堀田たちが監査していた企業の経理部の社員。
経理部長の川島から仕事で苦しめられており、一矢報いるため川島が会社の資金を横領していることを匂わせるメモをドアの隙間に残し監査に訪れていた堀田たちに密告するが、不正調査が行われる気配がないため、しびれを切らせ恒星が来訪しトイレに入ったところを強襲し不正調査の進捗を確認するも、恒星からは財務諸表監査で会社を訪れているので不正調査は管轄外と言われ、話をかわされてしまう。恒星の対応に納得が出来ず、その日の晩に再び調査を行うよう訴えるため彼の事務所に押しかけるなどするも、その動きを川島に察知されてしまい、退職金を支払われないことを川島から匂わされると、老後の生活が立ちいかなると怖くなってしまい、表向きは依願退職ということで会社から追い出され、不正告発を握り潰され、田舎に帰ることになる。
派遣会社の担当者
演 - 伊藤裕一
朱里が就職先の相談に訪れた派遣会社で彼女に対応した男性の営業。
小料理屋の女将
演 - 田根楽子
九十九と佐久間が出張で訪れた金沢で立ち寄った小料理屋の女将。

第5話
川島
演 - 木下政治（第9話）
堀田たちが監査していた企業の経理部長。
架空取引で会社の資金3000万円を横領しており、そのことを大熊に社内で問題にされそうになっていることを察知すると、役員の甥である力関係で大熊に退職金を支払わないことを匂わせ、彼を依願退職に追い込む。

第6話
緑川
演 - 畑俊樹（第8話）
ツクモのSEチームの社員。
入社した朱里にシステムのテスト作業の方法を説明する。
訪問医
演 - 牧村泉三郎
誤嚥性肺炎を起こした克巳を自宅で診察した男性医師。
ビールバーの女性店員
演 - 鈴木球予（第7話）
晶と恒星が訪れたビールバーの女性店員。

第8話
タクシー運転手
演 - 水野智則
恒星と陽太を埼玉まで送迎したタクシーの男性運転手。
道中で恒星と陽太に兄弟喧嘩を始められ立ち往生する。
金田
演 - 山城秀之（最終話）
ツクモの人事担当の男性。
転職サイトのツクモに対するクチコミ情報がひどく求人に応募がこないと困っていたが、そのクチコミは実は上野が書き込んでいた。
「Touch アラウンド go」の女性広報
演 - 佐々木史帆（第9話 - 最終話）
当初は呉羽とカイジの極秘結婚のスクープ記事を止められなかったと呉羽に謝罪していたが、後日、極秘結婚のスクープに続き呉羽の男性関係の醜聞が立て続けに記事にされると、ネットユーザーからの悪評に彼女に男性との交友を自重するよう苦言を呈している。
最終話で呉羽の謝罪会見に広報として同席している。

## スタッフ
- 脚本 - 野木亜紀子
- 音楽 - 平野義久（ナチュラルナイン）
- 主題歌 - あいみょん「今夜このまま」（unBORDE/WARNER MUSIC JAPAN）[44]
- 挿入歌 - ビッケブランカ「まっしろ」（avex trax）[45]
- クラフトビール協力 - 岩﨑カズヒロ
- スタンプクリエイター - ユカワヨウスケ
- 公認会計士・税理士監修 - 柳澤令
- 医療監修 - 原義明
- ECサイト・アプリ監修 - i-enter corporation
- 介護指導 - アシスト・フジヤマケアサービス
- 編み物指導 - 市川元子
- 制作協力 - ケイファクトリー
- チーフプロデューサー - 西憲彦
- プロデューサー - 松本京子、大塚英治（ケイファクトリー）
- 協力プロデューサー - 鈴木亜希乃
- 演出 - 水田伸生、相沢淳、明石広人
- 製作著作 - 日本テレビ

## 放送日程
| 各話                                                                       | 放送日   | サブタイトル                                                               | 演出     | 視聴率 |
| -------------------------------------------------------------------------- | -------- | -------------------------------------------------------------------------- | -------- | ------ |
| 第1話                                                                      | 10月10日 | 本音が言えない大人の恋が動き出す… 我慢ばかりの気遣い女vsでまかせ毒舌男!    | 水田伸生 | 11.5%  |
| 第2話                                                                      | 10月17日 | 反撃開始!! 仕事も恋も、私変わりたい                                        | 水田伸生 | 08.5%  |
| 第3話                                                                      | 10月24日 | 今夜、恋のけものが動き出す!!… 謝ればいいと思うな! ケンカとナンパと衝撃キス | 相沢淳   | 08.1%  |
| 第4話                                                                      | 10月31日 | スマホを落とした彼のヒミツ… まさかの裏切りに彼女ブチギレ衝撃の逆襲始まる!  | 水田伸生 | 06.7%  |
| 第5話                                                                      | 11月7日  | 元カノと直接対決別れる気ありますか?⋯ バカになってみた夜揺れ動く恋のけもの  | 水田伸生 | 08.3%  |
| 第6話                                                                      | 11月14日 | 衝撃のキスの夜! 暴れ出す恋のけもの達 偽装結婚の悲しい真実…でも好きだったよ | 相沢淳   | 10.0%  |
| 第7話                                                                      | 11月21日 | かわいくなくて、何が悪い! 本音を彼にぶつけた日… 堂々巡りの恋に大きな決断が | 明石広人 | 8.6%   |
| 第8話                                                                      | 11月28日 | 新しい恋が動きだす! 不器用な獣が今頃気づく恋心                             | 水田伸生 | 9.9％  |
| 第9話                                                                      | 12月5日  | ただの飲み友達? それとも? 揺れる恋心… 傷ついた彼女と彼がよりそう運命の一夜 | 相沢淳   | 7.1%   |
| 最終話                                                                     | 12月12日 | 一緒にいよう!ラブかもしれない物語いよいよ完結… 本当に大切な人に気づく日    | 水田伸生 | 8.3%   |
| 平均視聴率8.8%（視聴率はビデオリサーチ調べ、関東地区・世帯・リアルタイム） |          |                                                                            |          |        |

- 第1話は10分拡大 (22時 - 23時10分)。
- 第4話は『プロ野球SMBC日本シリーズ2018第4戦・ソフトバンク×広島』（18時30分 - 22時9分）のため、75分繰り下げ（23時15分 - 翌0時15分）。

## 関連商品

### ホームメディア
DVD・Blu-ray Box
それぞれ2019年5月22日発売。

### サウンドトラック
『「獣になれない私たち」オリジナル・サウンドトラック』
2018年11月28日発売。

### 書籍
シナリオ掲載雑誌
『ドラマ』2018年12月号（映人社） - 第1話シナリオ掲載